# Daniel Zhang
Daniel Zhang ou Zhang Yong est un homme d’affaires chinois. Il est actuellement le Président Directeur Général de Alibaba Group après avoir succédé à Jack Ma.
Avant ce poste, Daniel Zhang était surtout connu pour ses rôles de PDG de Taobao et de président de Tmall (appartenant à Alibaba). Pendant qu'il dirigeait Tmall, Daniel Zhang a développé la fête des célibataires, un événement annuel des ventes en Chine dont les ventes brutes étaient trois fois supérieures à celles du Black Friday et du Cyber Monday.

## Biographie
Daniel Zhang est originaire de Shanghai, il y suit des études de comptabilité à l’université de Finance et d'Economie de la ville. Par ailleurs, il est passionné de football et de basketball.
Il commence sa carrière comme cadre d'Arthur Andersen et de PricewaterhouseCoopers, d'entreprises spécialisées dans des missions d'audit, d'expertise comptable et de conseil. Puis il intègre Shanda Interactive, une société chinoise de développement et d'exploitation de jeux vidéo en ligne massivement multijoueur ainsi qu'une maison d'édition, où il assure les fonctions de directeur financier.
En 2007, Daniel Zhang est débauché par Jack Ma et assure le poste de directeur financier des plateformes de vente. Il travaille dans le groupe Hangzhou et participe au développement de Taobao, un site web de vente en ligne chinois, mis en ligne en 2003. Selon Duncan Clark (auteur de L'Incroyable Histoire de Jack Ma) c’est ainsi qu’« il a gagné la confiance de Jack ». Puis Daniel Zhang développe T-Mall, une plateforme « B to C » qui héberge les boutiques des grandes marques commerciales.
Daniel Zhang devient directeur des opérations en 2013, puis accède au poste de Directeur Général en 2015 pour finalement succéder à Jack Ma le 10 septembre 2019, alors que ce dernier fête ses cinquante cinq ans. Si Jack Ma est charismatique et extraverti, Daniel Zhang est tout son contraire. Il est connu pour savoir s’entourer d’équipes de protégés loyaux et compétents.